# Badmintonnationalmannschaft von Hongkong
Die Badmintonnationalmannschaft von Hongkong repräsentiert Hongkong in internationalen Badmintonwettbewerben. Als Mannschaft tritt sie dabei als reines Männerteam (z. B. im Thomas Cup), reines Frauenteam (z. B. im Uber Cup) oder gemischtes Team (z. B. im Sudirman Cup) an.

## Teilnahme an Weltmeisterschaften
| Thomas Cup - Thomas Cup 1949 – nicht gestartet - Thomas Cup 1952 – nicht gestartet - Thomas Cup 1955 – nicht qualifiziert - Thomas Cup 1958 – nicht qualifiziert - Thomas Cup 1961 – nicht qualifiziert - Thomas Cup 1964 – nicht qualifiziert - Thomas Cup 1967 – nicht gestartet - Thomas Cup 1970 – nicht qualifiziert - Thomas Cup 1973 – nicht gestartet - Thomas Cup 1976 – nicht qualifiziert - Thomas Cup 1979 – nicht gestartet - Thomas Cup 1982 – nicht gestartet - Thomas Cup 1984 – nicht qualifiziert - Thomas Cup 1986 – nicht qualifiziert - Thomas Cup 1988 – nicht qualifiziert - Thomas Cup 1990 – nicht qualifiziert - Thomas Cup 1992 – nicht gestartet - Thomas Cup 1994 – nicht gestartet - Thomas Cup 1996 – 7./8. - Thomas Cup 1998 – 7./8. - Thomas Cup 2000 – nicht qualifiziert - Thomas Cup 2002 – nicht qualifiziert - Thomas Cup 2004 – nicht qualifiziert - Thomas Cup 2006 – nicht qualifiziert - Thomas Cup 2008 – nicht qualifiziert - Thomas Cup 2010 – nicht qualifiziert - Thomas Cup 2012 – nicht qualifiziert | Uber Cup - Uber Cup 1957 – nicht qualifiziert - Uber Cup 1960 – nicht qualifiziert - Uber Cup 1963 – nicht qualifiziert - Uber Cup 1966 – nicht qualifiziert - Uber Cup 1969 – nicht gestartet - Uber Cup 1972 – nicht qualifiziert - Uber Cup 1975 – nicht gestartet - Uber Cup 1978 – nicht gestartet - Uber Cup 1981 – nicht gestartet - Uber Cup 1984 – nicht qualifiziert - Uber Cup 1986 – nicht qualifiziert - Uber Cup 1988 – nicht qualifiziert - Uber Cup 1990 – nicht qualifiziert - Uber Cup 1992 – nicht qualifiziert - Uber Cup 1994 – nicht qualifiziert - Uber Cup 1996 – 7./8. - Uber Cup 1998 – 7./8. - Uber Cup 2000 – nicht qualifiziert - Uber Cup 2002 – 3./4. - Uber Cup 2004 – nicht qualifiziert - Uber Cup 2006 – 5./8. - Uber Cup 2008 – 5./8. - Uber Cup 2010 – nicht qualifiziert - Uber Cup 2012 – nicht qualifiziert | Sudirman Cup - Sudirman Cup 1989 – 14. - Sudirman Cup 1991 – 18. - Sudirman Cup 1993 – 17. - Sudirman Cup 1995 – 17. - Sudirman Cup 1997 – 17. - Sudirman Cup 1999 – 17. - Sudirman Cup 2001 – 15. - Sudirman Cup 2003 – 7. - Sudirman Cup 2005 – 6. - Sudirman Cup 2007 – 8. - Sudirman Cup 2009 – 8. - Sudirman Cup 2011 – 15. - Sudirman Cup 2013 – 9./12. |